# David Cárcamo
David Cárcamo (2 agosto 1970) è un ex calciatore honduregno, di ruolo difensore.